# Xã Beaugrand, Michigan
Xã Beaugrand (tiếng Anh: Beaugrand Township) là một xã thuộc quận Cheboygan, tiểu bang Michigan, Hoa Kỳ. Năm 2010, dân số của xã này là 1.168 người.